# Raya og den sidste drage
Raya og den sidste drage (org. Raya and the Last Dragon) er en amerikansk computer-animeret fantasy-action-film fra 2021, som er produceret af Walt Disney Pictures og Walt Disney Animation Studios og distribueret af Walt Disney Studios Motion Pictures. Det er studiets 59. film, og filmen er instrueret af Don Hall og Carlos López Estrada, co-instrueret af Paul Briggs og John Ripa, produceret af Osnat Shurer og Peter Del Vecho, skrevet af Qui Nguyen og Adele Lim, og med musik af James Newton Howard. Filmens original voice-cast inkluderer bl.a. Kelly Marie Tran, Awkwafina, Sandra Oh, Daniel Dae Kim, Benedict Wong, mens det danske voice-cast inkluderer Josephine S. Ellefsen, Lisa Baastrup, Stig Rossen, Thomas Chaahing, Ghita Nørby og Sandra Yi Sencindiver.